# Lewis Watson (1er comte de Rockingham)
Lewis Watson, 1er comte de Rockingham (29 décembre 1655 - 19 mars 1724) est un pair et un homme politique anglais.

## Biographie
Il est le fils aîné d’Edward Watson, deuxième baron Rockingham et de son épouse, Anne Wentworth, fille de Thomas Wentworth, premier comte de Strafford. En 1677, il épouse Catherine Sondes, fille de George Sondes (1er comte de Feversham). Ils ont cinq enfants survivants:
- Edward Watson (vicomte Sondes) (vers 1687 - Kensington, 20 mars 1721/1722), marié le 21 mars 1708 à Catherine Tufton (24 avril 1693 - 13 février 1733), fille de Thomas Tufton (6e comte de Thanet) et de Catherine Cavendish, parents des 2e et 3e comtes de Rockingham.
- Margaret (1695-1751), mariée à John Monson (1er baron Monson).
- George (mort en 1735)
- Mary (décédée en 1737), mariée à Wray Saunderson.
- Arabella, mariée à Robert Furnese, 2e baronnet.

En 1681-1685, Watson est brièvement député Whig pour Canterbury et Higham Ferrers en 1689, avant de devoir quitter la Chambre des communes en héritant de la baronnie de son père cette année-là.
Lord Rockingham est maître des Buckhounds de 1703 à 1705, Custos Rotulorum et Lord Lieutenant du Kent de 1705 à 1724, vice-amiral de Kent en 1705 et sous-directeur des Cinq-Ports de 1705 à 1708. En 1714, il est créé comte de Rockingham et, à sa mort en 1724, ses titres passent à son petit-fils, Lewis.